# Lepisorus tibeticus
Lepisorus tibeticus är en stensöteväxtart som beskrevs av Ren-Chang Ching och S. K. Wu. Lepisorus tibeticus ingår i släktet Lepisorus och familjen Polypodiaceae. Inga underarter finns listade.